# Emin Sefersjajev
Emin Narimanovittj Sefersjajev (ryska: Эмин Нариманович Сефершаев), född 18 april 1998, är en rysk brottare som tävlar i grekisk-romersk stil.

## Karriär
Vid EM 2025 i Bratislava tog Sefersjajev guld i 55 kg-klassen efter att ha besegrat azeriske Eldäniz Äzizli i finalen.